# Inés Bortagaray
María Inés Bortagaray Sabarrós (Salto, 22 de mayo de 1975) es una escritora y guionista uruguaya.
Es autora de Ahora tendré que matarte (2001) y Prontos, listos, ya (2006 y reeditada en 2010), con relatos incluidos en reconocidas antologías como Palabras errantes (británica) y Pequeñas Resistencias 3, antología del nuevo cuento sudamericano. Ha escrito diversos guiones de cine por los que fue galardonada en el festival internacional Sundance Film Festival.

## Biografía
Frecuentó los cines Ariel, Metropol y Sarandí en Salto junto a sus tres hermanos y tuvo sus primeros encuentros con el mundo del cine, que luego profundizó en Montevideo junto a sus compañeros de carrera y visitas a Cinemateca.
Se desempeñó como cronista en la revista Posdata y desarrolló varios proyectos junto al estudio de diseño Monocromo dentro de los cuales se encuentran los almanaques del BSE (2009-2015).

## Obras

### Libros
- Ahora tendré que matarte (Cauce Editorial, colección Flexes Terpines, dirigida por el escritor Mario Levrero). (2001)[9][10]
- Prontos, listos, ya (Artefato, 2006)[11][12]
- Cuántas aventuras nos aguardan (Criatura Editora. 2018)

### Cine y guion
- Escribe junto a Paloma Salas el guion de la película El lugar de la otra (2024), dirigida por la cineasta chilena Maite Alberdi.
- Escribe junto a Murilo Hauser y Karim Aïnouz el guion de A vida invisível, que gana la 25ª edición del premio de la Academia Guarani de Cinema de Brasil y el Grande Prêmio do Cinema Brasileiro 2020 de la Academia Brasileira de Cinema e Artes Audiovisuais.
- Participa en la escritura de guiones cinematográficos junto a Ana Katz: Una novia errante (2006) y'Mi amiga del parque(que obtiene en 2016 el Premio Especial del Jurado en el Festival de Sundance) y Sueño Florianópolis (donde participa como consultora).
- Junto a Verónica Chen, escribe la última versión del guion Mujer conejo (2010).
- Escribe un guion para el filme La vida útil junto a Federico Veiroj (2008 y 2009).
- Escribe el guion de Luna con dormilones, obra audiovisual de Pablo Uribe que en 2012-2013 participa de la Bienal de Montevideo y que gana el Gran Premio "El Azahar" en la X Bienal de Arte de Salto.
- Redacta el guion de El tiempo pasa para una obra de la Comedia Nacional y Montevideo Capital Iberoamericana de la Cultura, a cuarenta años del golpe de Estado en Uruguay (2013).
- Escribe el guion cinematográfico de Otra historia del mundo (2017), largometraje basado en la novela Alivio de luto de Mario Delgado Aparaín, junto al autor y a Guillermo Casanova. (2006)
- Escribe junto a Adrián Biniez, los trece capítulos de la serie de televisión El fin del mundo, cuya idea original comparte con Juan Pablo Rebella y Pablo Stoll. (2004)
- Dirección, investigación y producción de un ciclo de ocho micros testimoniales para Tevé Ciudad sobre la menarca, la primera relación sexual, el primer parto y la menopausia. (2001)
- Participa en la realización del guion de Tokyo Boogie, de Pablo Casacuberta y Yuki Goto (2001 y 2002)

## Reconocimientos
- El guion de Tokyo Boogie es finalista por Latinoamérica en el festival de Sundance 2001 y en 2002 obtiene el FONA (Fondo para el Fomento y Desarrollo de la Producción Audiovisual en Uruguay)
- El filme Una novia errante gana el premio Cine en Construcción de la Industria en la 54 edición del Festival de San Sebastián en el 2006.[13][14]
- Obtuvo el reconocimiento como Mejor Guion Internacional en el Festival de Cine de Sundance por su trabajo en la película Mi amiga del parque en el 2016.[15][16][17]